# Lisowicia
Lisowicia – monotypowy rodzaj wymarłych terapsydów z grupy dicynodontów. Jedynym znanym przedstawicielem jest Lisowicia bojani, którego kopalne ślady istnienia odkrył zespół polskich paleobiologów i geologów pod kierunkiem Tomasza Suleja, profesora Instytutu Paleobiologii PAN w Warszawie oraz Grzegorza Niedźwiedzkiego, biologa z Uniwersytetu w Uppsali. Odkrycia dokonali podczas prac paleontologicznych na terenie cegielni w Lipiu Śląskim. Naukowcy opublikowali wyniki swoich prac w 2019 na łamach czasopisma Science. Lisowicia bojani żyła w późnym triasie, pod koniec noryku lub na początku retyku; gatunek ten jest obecnie najmłodszym znanym zwierzęciem, które z pewnością było przedstawicielem dicynodontów.

## Odkrycie

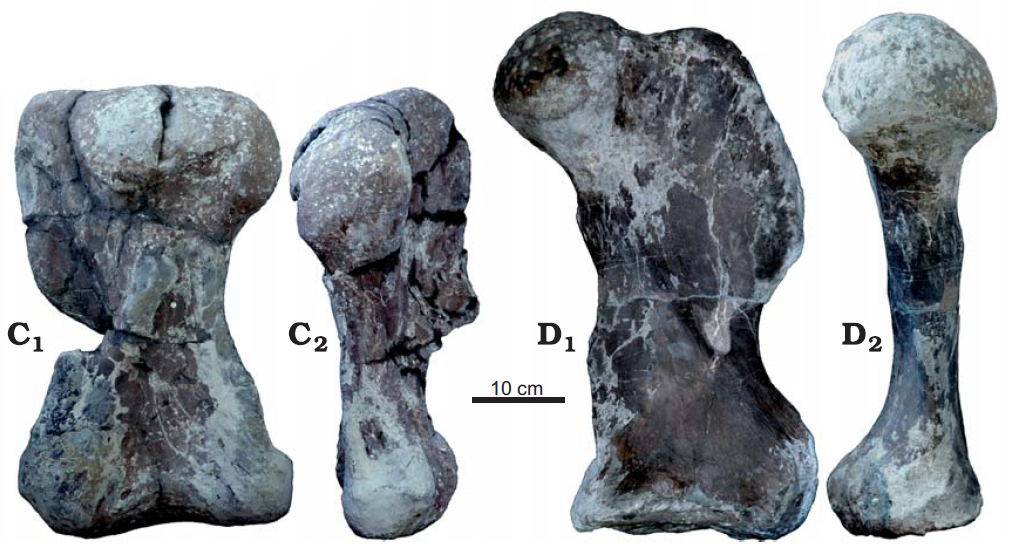
Kości kończyn L. bojani:
• lewa kość ramieniowa (C1–C2),
• lewa kość udowa (D1–D2)

Pierwszą wskazówkę o znalezionych fragmentach kopalnych śladów zwierząt naukowcy otrzymali w 2006. Krótki rekonesans potwierdził fakt występowania skamieniałości w śląskiej kopalni gliny. Zorganizowane prace paleontologiczne naukowcy prowadzili na stanowisku na terenie cegielni w Lipiu Śląskim, stanowiącym część  wsi Lisowice położonej w województwie śląskim, w powiecie lublinieckim, w gminie Pawonków (50°40'43.35"N, 18°38'48.19"E) przez 9 sezonów w latach 2007–2014, 2017 (każdego roku prace trwały 1 miesiąc). Pierwszą informację o odkryciu ogromnego gada ssakokształtnego ogłosił w 2008 na łamach Acta Palaeontologica Polonica zespół: prof. UW Jerzy Dzik, dr Tomasz Sulej i mgr Grzegorz Niedźwiedzki, jednak naukowcy nie zidentyfikowali gatunku zwierzęcia i w konsekwencji nie nadali jeszcze nazwy naukowej.
Pierwotnie, wnioskując na podstawie szacowanej wielkości zwierzęcia, naukowcy przypuszczali, że odkryte skamieniałe szczątki należały do zauropoda – dinozaury te były największymi znanymi roślinożercami w tamtym okresie, mogły osiągać długość rzędu 11 metrów. Wskazywano na podobieństwa do dicynodontów z rodzaju Ischigualastia. O ostatecznej identyfikacji przesądziły badania fragmentów czaszki i kości kończyn, które wskazywały, że odkryte zwierzę to największy i prawdopodobnie najmłodszy dicynodont, jakiego kiedykolwiek znaleziono.
Podczas 11 lat terenowych badań naukowych odkryli ponad 1000 skamieniałych części kości.
Wyniki prac i opis odkrytego gatunku dicynodonta opublikowali na łamach czasopisma Science prof. Instytutu Paleobiologii PAN Tomasz Sulej oraz dr Grzegorz Niedźwiedzki (związany już wówczas z Uniwersytetem w Uppsali). Wersja elektroniczna opisu Lisowicia została opublikowana na stronie internetowej czasopisma Science 22 listopada 2018 roku; opis ostatecznie ukazał się w numerze z 4 stycznia 2019 roku.

### Znaczenie odkrycia

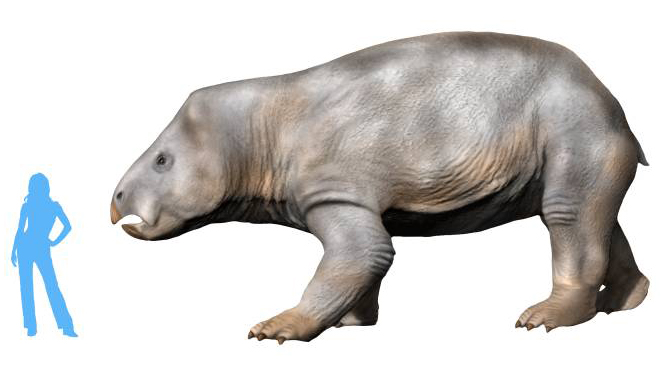
Wielkość Lisowicia w porównaniu do człowieka

Amerykański paleontolog z Uniwersytetu Edynburskiego, dr Stephen Brusatte, wyjaśnił, że odkrycie polskich naukowców było zaskakujące. Rzuca ono nowe światło na historię epoki pierwszych dinozaurów. Dicynodonty, do których zaliczane jest odkryte zwierzę, należały do pierwszych kręgowców, które z powodzeniem żywiły się niemal wyłącznie roślinami. Od środkowego permu do początków późnego triasu dicynodonty były jedną z najbardziej zróżnicowanych grup synapsydów; przedstawiciele tej grupy prehistorycznych kręgowców ewoluowali w różnych kierunkach – niektóre dicynodonty wiodły życie podziemne, jak współczesne krety, inne żyły na drzewach, a jeszcze inne osiągały rozmiary porównywalne ze współczesnymi hipopotamami. Przed odkryciem Lisowicia nie były znane triasowe dicynodonty, których szacowana długość ciała przekraczałaby 3–3,5 metra, a masa – 1–2 tony; największe znane dotąd triasowe dicynodonty nie osiągały zatem rozmiarów ciała większych niż największe znane permskie synapsydy, takie jak dinocefale z rodzajów Tapinocephalus czy Moschops. W późnym triasie po raz pierwszy wielkie rozmiary, znacząco przewyższające rozmiary dicynodontów innych niż Lisowicia, zaczęły osiągać dinozaury z grupy zauropodomorfów, obejmującej zauropody i ich najbliższych krewnych; na początku następującego po triasie okresu jurajskiego niektóre gatunki przekraczały już 15 metrów długości i 10 ton masy ciała. Przed odkryciem Lisowicia nie były znane żadne niebędące dinozaurami późnotriasowe zwierzęta lądowe osiągające rozmiary porównywalne z rozmiarami pierwszych wielkich zauropodomorfów; odkrycie Lisowicia sugeruje, że przyczyną osiągania przez dinozaury wielkich rozmiarów nie musiały być występujące tylko u nich cechy anatomii, a ich rozmiary mogły wynikać z oddziaływania czynników ekologicznych, które powodowały również zwiększenie rozmiarów ciała przedstawicieli innych grup zwierząt, np. dicynodontów.
Odkrycie Lisowicia wykazuje też, że wbrew wcześniejszym poglądom radiacja ewolucyjna wczesnych zauropodomorfów nie zbiegła się w czasie ze zniknięciem dicynodontów z zapisu kopalnego, a wielkie dicynodonty współistniały w późnym triasie z wielkimi zauropodomorfami. Lisowicia jest pierwszym późnotriasowym europejskim dicynodontem znanym z bogatszego materiału kopalnego niż pojedyncze, izolowane kości.

## Nazwa
Nazwa rodzajowa Lisowicia pochodzi od nazwy miejscowości Lisowice, na terenie której dokonano odkrycia, zaś epitet gatunkowy bojani jest eponimem upamiętniającym Ludwika Henryka Bojanusa, anatoma działającego na Uniwersytecie Wileńskim, który jako pierwszy opisał naukowo tura i nadał mu nazwę naukową Bos primigenius.

## Holotyp
Holotyp, który stanowi lewa kość ramienna, jest przechowywany w Instytucie Paleobiologii im. Romana Kozłowskiego PAN pod numerem ZPAL V.33/96. Wraz z holotypem naukowcy zabezpieczyli liczne paratypy (między innymi: lewa kość szczękowa, mózgoczaszka, fragment kości skrzydłowej, tylna część prawej żuchwy, lewa łopatka, mostek, kręg szyjny, lewa kość udowa, lewa kość piszczelowa), które pochodzą od kilku osobników tej samej lub podobnej wielkości.

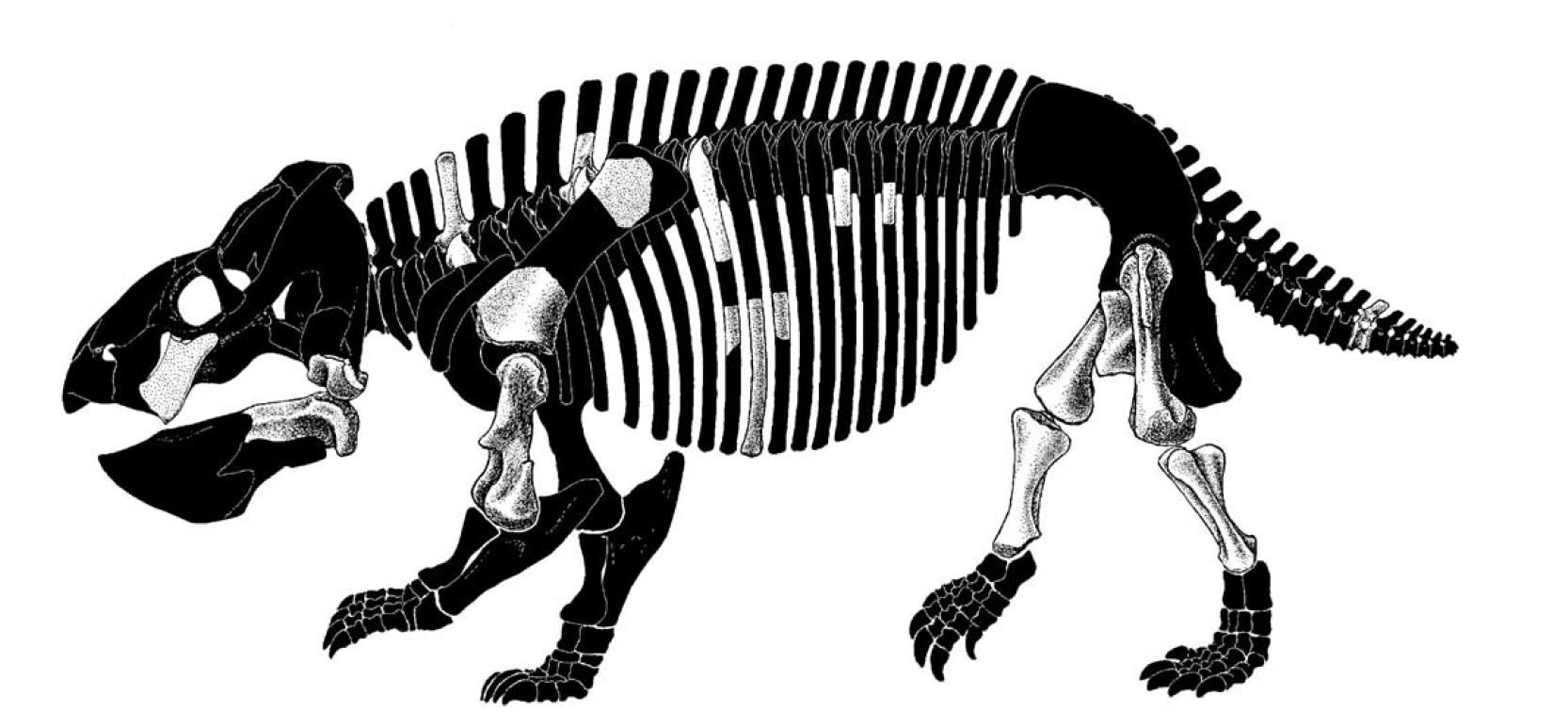
Wstępny szkic (2008) rekonstrukcji Lisowicia bojani

## Budowa ciała
Lisowicia bojani była największym znanym niessaczym synapsydem. Według szacunków autorów jej opisu jej ciało osiągało długość ponad 4,5 m, przy wysokości 2,6 metra i masie 9 ton. Natomiast szacunki masy ciała L. bojani przedstawione przez Romano i Manucciego (w druku) wahają się od 4,87 do 7,02 tony. Lisowicia została zrekonstruowana jako zwierzę czworonożne. Ciało zwierzęcia kształtem zbliżone jest do nosorożca. Miało rogowy dziób, podobny do występującego u współczesnych żółwi.

## Ekologia
L. bojani wiodła życie w środowisku ziemnowodnym, nad brzegami mokradeł. Była roślinożercą. Skamieniałe szczątki roślin znalezione w pobliżu szczątków dicynodonta sugerują, że L. bojani mogła spożywać rośliny nagozalążkowe z rodzaju Brachyphyllum lub Pagiophyllum z rodziny araukariowatych albo Hirmeriella  z rodziny Cheirolepidiaceae. Odnalezione w Lipiu Śląskim koprolity przypisywane dicynodontom potwierdzają roślinną dietę tych zwierząt. W koprolitach odnaleziono ślady pyłków i zarodników, kutykuli oraz zdrewniałe części roślin nagozalążkowych. Wskazuje to na przeważnie wysoką wartość odżywczą spożywanych roślin. Na L. bojani prawdopodobnie polował żyjący wówczas na tym samym terenie archozaur Smok wawelski. Na niektórych ze znalezionych skamieniałych kości dicynodonta widoczne są ślady zębów pasujące do uzębienia tego archozaura.